# Mid-Continent Railway Museum
| Lake Superior and Ishpeming Railroad Lok Nr. 22 |                      |                                  |                                  |
| Museumsstrecke des Mid-Continent Railway Museums |                      |                                  |                                  |
| Streckenlänge: | 5,7 km               |                                  |                                  |
| Spurweite: | 1435 mm (Normalspur) |                                  |                                  |
| |                      |                                  |                                  |
| \| \| \| \| \| \| \| \| Verbindung zur WSOR nach Baraboo \| \| \| \| 0,0 \| Beginn der Mid-Continent Railway \| Beginn der Mid-Continent Railway \| \| \| \| Baraboo River \| \| \| \| 0,5 \| North Freedom Museum \| 264 m ü. M. \| \| \| \| Museum Road \| \| \| \| \| Depot \| \| \| \| \| Ulrich Road \| \| \| \| \| County Road West \| \| \| \| \| Seeley Creek \| \| \| \| \| County Highway \| \| \| \| 5,7 \| Rattlesnake \| 272 m ü. M. \| |                      |                                  |                                  |
| [ 1 ] |                      |                                  |                                  |
| Strecke |                      |                                  |                                  |
| Abzweig geradeaus und nach rechts |                      | Verbindung zur WSOR nach Baraboo | Verbindung zur WSOR nach Baraboo |
| Wechsel des Eisenbahninfrastrukturunternehmens | 0,0                  | Beginn der Mid-Continent Railway | Beginn der Mid-Continent Railway |
| Brücke über Wasserlauf |                      | Baraboo River                    | Baraboo River                    |
| Bahnhof | 0,5                  | North Freedom Museum             | 264 m ü. M.                      |
| Bahnübergang |                      | Museum Road                      | Museum Road                      |
| Dienststation / Betriebs- oder Güterbahnhof |                      | Depot                            | Depot                            |
| Bahnübergang |                      | Ulrich Road                      | Ulrich Road                      |
| Bahnübergang |                      | County Road West                 | County Road West                 |
| Brücke über Wasserlauf |                      | Seeley Creek                     | Seeley Creek                     |
| Bahnübergang |                      | County Highway                   | County Highway                   |
| Haltepunkt / Haltestelle Streckenende | 5,7                  | Rattlesnake                      | 272 m ü. M.                      |

Das Mid-Continent Railway Museum ist ein gemeinnütziges Eisenbahnmuseum mit Sitz in North Freedom im US-Bundesstaat Wisconsin. Das Museum wurde 1959 als Railway Historical Society of Milwaukee gegründet. Es betreibt mit historischen Fahrzeugen Ausflugszüge auf der museumseigenen Strecke. Die 6 Kilometer lange Bahnstrecke war Bestandteil der ehemaligen Chicago and North Western Railway.

## Geschichte
Das Mid-Continent Railway Museum wurde 1959 als gemeinnützige Railway Historical Society of Milwaukee mit dem Ziel gegründet, Dampflokomotiven und historische Wagen zu erhalten und zu betreiben. Im gleichen Jahr wurde die Dampflokomotive Nr. 701 der Consumers Company, als erstes Fahrzeug, gespendet und bildete den Grundstock der Sammlung. Das Museum fand seinen ersten Sitz 1962 in Hillsboro (Wisconsin). Der Eigentümer der Strecke, die Hillsboro and Northeastern Railway, erlaubte jedoch nur Zugfahrten mit Dieselbetrieb. Dampflokomotiven durften nur ausgestellt werden.
Daraufhin erwarb das Museum 1963 eine 6 Kilometer lange Strecke in North Freedom (Wisconsin) von der Chicago and North Western Railway. Kurz darauf wurde der Fahrzeugbestand dorthin verlegt. Bereits im selben Jahr konnten Dampfzugfahrten angeboten werden. Zu dieser Zeit firmierte das Museum unter dem Namen Mid-Continent Railway Historical Society, Incorporated. Im Laufe der folgenden Jahre konnte die Gesellschaft ihre Sammlung von Fahrzeugen erweitern, neue Gleise verlegen sowie weitere Gebäude und Ausstellungshallen erbauen.
Im Juni 2008 trat der Baraboo River über die Ufer und überschwemmte das Museumsgelände. Dies führte dazu, dass die Brücke über den Fluss beschädigt wurde und nicht mehr befahren werden konnte. Dadurch war die Verbindung zum Schienennetz der Wisconsin and Southern Railroad unterbrochen und es konnten keine weiteren Fahrzeuge zum Museum transportiert werden. Dies hatte keinen Einfluss auf den Zugverkehr auf der museumseigenen Strecke. Im Jahr 2016 wurde mit dem Wiederaufbau der Brücke begonnen. Dazu erhielt das Museum eine Spende von 600.000 US-Dollar von der Wagner-Stiftung und 77.000 Dollar vom Sauk County. Die Arbeiten konnte im Juli 2018 abgeschlossen werden.

## Heute
Das Museum hat über 500 Mitglieder, die freiwillige Arbeitsstunden leisten, sowie festangestellte Mitarbeiter, die für den Erhalt und Betrieb der historischen Fahrzeuge sorgen. Das Mid-Continent Railway Museum wird jährlich von 20.000 Personen besucht, die die Ausstellung besichtigen und mit den historischen Zügen fahren. Die Ausflugszüge verkehren zwischen dem Museumsareal in North Freedom, durch die Wiesen und Wälder des Sauk County, zum Haltepunkt Rattlesnake am Quarzite Lake.

### Verfügbare Züge
- Coach Train – Personenzug
- Caboose Rides – Fahrt im Begleitwagen
- Locomotive Rides – Führerstandsmitfahrt
- Stars & Stripes Special – Zug am 4. 5. 6. Juli
- Flyer Train – Zugfahrt mit Verpflegung
- Autum Color-Coach Train – Herbstzug
- Pumpkin Special – Zug zur Kürbisernte
- Santa Express – Weihnachtszug[5]

## Fahrzeuge
| Lokomotiven (Auswahl)                        |                |                             |                       |                | |      |
| Bahngesellschaft                             | Betriebsnummer | Hersteller                  | Achsfolge/Modell      | Baujahr        | Bemerkung                                                                                           | Bild |
| Dampflokomotiven                             |                |                             |                       |                | |      |
| Chicago and North Western Transportation     | 1385           | American Locomotive Company | 4-6-0 Ten-Wheeler     | März 1907      | Vorbesitzer: Chicago and North Western Transportation, 1961 erworben, wird restauriert.             |      |
| Consumers Company                            | 701            | American Locomotive Company | 0-4-0                 | 1914           | Vorbesitzer: Consumers Company, 1959 erworben, wartet auf optische Aufbereitung.                    |      |
| Copper Range Railroad                        | 29             | American Locomotive Company | 2-8-0 Consolidation   | Februar 1907   | Vorbesitzer: Trans-Nothern, 2003 erworben, ist ausgestellt.                                         |      |
| Dardanelle and Russellville Railroad         | 9              | Baldwin Locomotive Works    | 2-6-0 Mogul           | 1884           | Vorbesitzer: Dardanelle and Russellville Railroad, 1963 erworben, wird optisch aufgearbeitet.       |      |
| Goodman Lumber Company                       | 9              | Lima Locomotive Works       | Shay Class B          | 1909           | Vorbesitzer: Historyland Museum, 1988 erworben, ist ausgestellt.                                    |      |
| Kewaunee, Green Bay and Western Railroad     | 49             | American Locomotive Company | 2-8-0 Consolidation   | März 1929      | Vorbesitzer: Stadt Wisconsin Rapids, 1981 erworben, ist ausgestellt.                                |      |
| Lake Superior and Ishpeming Railroad         | 22             | American Locomotive Company | 2-8-0 Consolidation   | Januar 1910    | Vorbesitzer: Marquette and Huron Mountain Railroad, 1985 erworben, ist ausgestellt.                 |      |
| Soo Line Railroad                            | 2645           | Brooks Locomotive Works     | 4-6-0 Ten-Wheeler     | November 1900  | Vorbesitzer: Stadt Waukesha, 1988 erworben, ist ausgestellt.                                        |      |
| Western Coal and Coke                        | 1              | Montreal Locomotive Works   | 4-6-0 Ten-Wheeler     | September 1913 | Vorbesitzer: Lethbridge Collieries Limited, 1965 erworben, soll betriebsfähig aufgearbeitet werden. |      |
| Diesellokomotiven                            |                |                             |                       |                | |      |
| Arkansas, Louisiana and Mississippi Railroad | 1001           | Electro-Motive Diesel       | NW2                   | 1949           | Vorbesitzer: Domtar Corporation, 2018 erworben, in Betrieb.                                         |      |
| John Morrell and Company                     | 7              | American Locomotive Company | S-1                   | 1944           | Vorbesitzer: Association of American Railroads, 1996 erworben, in Betrieb.                          |      |
| Milwaukee Road                               | 988            | American Locomotive Company | RSC-2                 | 1947           | Vorbesitzer: Trans-Northern Incorporated, 1985 erworben, ist ausgestellt.                           |      |
| United States Army                           | 4              | General Electric            | 45 Ton                | 1943           | Vorbesitzer: Pullman Company, 1972 erworben, in Betrieb.                                            |      |
| United States Army                           | 1256           | Baldwin Locomotive Works    | RS-4-TC-A1            | 1954           | Vorbesitzer: United States Army, 2006 erworben, in Betrieb.                                         |      |
| Wisconsin Power and Light                    | 3              | Plymouth Locomotive Works   | 30 Ton, M.D.T. type 2 | 1952           | Vorbesitzer: Wisconsin Power and Light Company, 1987 erworben, in Betrieb.                          |      |
| Wisconsin Sand and Gravel                    | 2              | Plymouth Locomotive Works   | HL-18                 | 1928           | Vorbesitzer: Wisconsin Sand and Gravel Company, 1963 erworben, in Betrieb.                          |      |
| Triebwagen                                   |                |                             |                       |                | |      |
| Montana Western Railway                      | 31             | Electro-Motive Diesel       | B-B                   | Oktober 1925   | Vorbesitzer: Montana Western Railway, 1965 erworben, soll betriebsbereit aufgearbeitet werden.      |      |
| Dampfschneeschleuder                         |                |                             |                       |                | |      |
| Oregon Short Line                            | 762            | American Locomotive Company |                       | November 1912  | Vorbesitzer: Union Pacific Railroad, 1980 erworben, ist ausgestellt.                                |      |
| [ 6 ] [ 7 ]                                  |                |                             |                       |                | |      |